# 美咲凌介
美咲 凌介（みさき りょうすけ、1961年 - ）は、日本の小説家・コラムニスト。福岡大学人文学部文化学科卒（WEBサイト「P+D MAGAZINE」参照）。
1998年に第4回フランス書院文庫新人賞を受賞し、フランス書院から官能小説・SM小説を発表。

## 主な作品
- 美少女とM奴隷女教師（フランス書院文庫 1998年）
- Sの放課後Mの教室（フランス書院文庫 1998年）
- レイピストの学舎 女高校教師は教室で牝になる（フランス書院文庫 1999年）
- 継母の魔性 女教師の淫性 そして少年は獣になった（フランス書院文庫 1999年）
- 大学助教授美也子二十九歳 狂ったキャンパス（フランス書院文庫 2000年）
- いとこ二十七歳と少年 美人社長淫魔地獄（フランス書院文庫 2001年）

以上の作品の概要はフランス書院公式サイトにて閲覧可能（2018年現在）。

## 作風およびその変遷
- 上記6作品を通じて、いわゆるSM調教と呼ばれる場面が数多く描かれる。
- 初期作品『美少女とM奴隷女教師』や『Sの放課後Mの教室』では、登場人物が暴力的な調教によって屈服する場面が多く描かれた。
- 『レイピストの学舎 女高校教師は教室で牝になる』以降、暴力的な描写は徐々に減少し、心理的な支配・被支配関係を描く路線へと変化していった。
- また、上記6作品全てに女性同士によるSM調教場面（いわゆるレズSM）がある。

2017年4月から2018年9月まで、小学館の運営するWEBサイト「P+D MAGAZINE」にて、コラム「SM小説家美咲凌介の名著・名作ねじれ読み」を連載していた。このコラムは名著・名作と呼ばれる著作物をSM的な視点から読み解くという試みで、取り扱った「名著・名作」には以下のものがある。（WEBサイト「P+D MAGAZINE」参照）。
- 第1回『赤毛のアン』（モンゴメリ）
- 第2回『ラプンツェル』（グリム童話）
- 第3回『トム・ソーヤーの冒険』（マーク・トウェイン）
- 第4回『豆つぶの上に寝たお姫さま』（アンデルセン）
- 第5回『イーリアス』（ホメロス）
- 第6回『シャーロック・ホームズの冒険』（コナン・ドイル）
- 第7回『歎異抄』
- 第8回『浄土三部経』
- 第9回『坊っちゃん』（夏目漱石）
- 第10回『国家』（プラトン）